# Bomba dekompresyjna
Bomba dekompresyjna (ang. decompression bomb) inaczej bomba komputerowa lub archiwum śmierci – rodzaj złośliwego pliku komputerowego w postaci odpowiednio spreparowanego archiwum (np. ZIP), które albo wprowadza program rozpakowujący w błąd tak, że produkowany jest nieskończenie duży plik wynikowy (plik zawiera ok. 4 i pół petabajta, czyli 4500000 gigabajtów), albo ma nietypowo wysoki stopień kompresji (np. 0,001%), przez co wypakowany plik również jest bardzo duży. Zazwyczaj ten rodzaj złośliwych plików wykorzystuje się w celu wyłączenia programu antywirusowego na czas ataku tradycyjnych wirusów komputerowych. Tego rodzaju plik zazwyczaj w celu ułatwienia transportu oraz nie wzbudzania podejrzeń ma niewielki rozmiar (rzędu kilku kilobajtów). 
Obecnie szkodliwość takich plików jest znikoma, ponieważ większość aktualnie stosowanych programów antywirusowych wykrywa bomby dekompresyjne i blokuje ich rozpakowywanie.
Przykładem bomby dekompresyjnej jest 42.zip.